# Pulau Payung
Pulau Payung is een bestuurslaag in het regentschap Kampar van de provincie Riau, Indonesië. Pulau Payung telt 3171 inwoners (volkstelling 2010).